# 반고리관
반고리관(semicircular canals)은 3개의 관으로 이루어져있고, 소리의 진동을 조절하는 역할을한다. 세반고리관이라고도 한다. 그 가운데 골성(骨性)으로 된 구조를 골(骨)반고리관, 그 안에 있는 막성 구조를 막(膜)반고리관이라 한다. 막반고리관의 밑부분에는 한곳씩 부풀린 곳이 있는데, 이 내부에 작은 제방 모양의 돌출 부위가 있다. 여기에 감각 세포가 있어 그 소모는 젤라틴 상태의 물질(큐프라) 속의 가느다란 관 속까지 뻗어 있다. 이 큐프라는 관의 맞은편 벽에까지 이르러 안쪽 림프가 유동하면 흐르는 방향으로 움직인다. 정지 상태에서 움직이기 시작할 때나 속도가 변화할 때 등에 안쪽 림프가 그 반동으로 흘러 이것이 소모를 매개로 하여 감각 세포를 자극한다. 같은 속도로 움직이고 있을 때는 안쪽 림프가 정지하고 있기 때문에 감각 세포는 자극을 받지 않는다. 반고리관의 감각 세포에도 원심성 신경이 작용한다. 전정기관이나 반고리관에 작용하는 지각 신경의 세포체는 이들 신경이 와우 신경과 합류하기 직전이며, 여기서 나오는 축색 돌기는 능뇌로 가고, 교배부 제4뇌실 아래(능형와)의 양쪽 외측부에서 끝난다. 여기서 나오는 다음 신경은 소뇌 중앙부(고소뇌)에 도달하며, 운동 조절을 하는 신경로에 연결되어 있다. 이 부분과 대뇌 피질과의 연락은 거의 없기 때문에 평형 감각은 의식되지 않는다.

## 같이 보기
- 귀
- 속귀
- 달팽이 (해부학)
- 둥근주머니